# 荒尾成房
荒尾 成房（あらお なりふさ）は、戦国時代から江戸時代前期にかけての武将。池田氏の家臣。

## 生涯
弘治2年（1556年）、織田氏の家臣・荒尾善次の次男として誕生。元亀3年（1572年）、兄・善久が三方ヶ原の戦いで戦死したため、その家督を相続した。
天正3年（1575年）、長篠の戦いに出陣する。後に姉・善応院が嫁いだ池田恒興に仕え、若森城と3000貫の知行を賜る。天正12年（1584年）、小牧・長久手の戦いで恒興が戦死した後は、その跡を継いだ輝政に仕えた。天正18年（1590年）、輝政が三河吉田城主となると、牛久保城代となる。慶長5年（1600年）の関ヶ原の戦いの後、輝政が播磨姫路52万石の領主となると、龍野城代となり1万石の知行を賜る。寛永2年（1625年）、隠居して嫡男・成利に家督を譲り、隠居料として3000石を賜る。
寛永7年（1630年）、死去。成利は藩主池田氏の外戚として米子城代、鳥取藩家老を務めた。
次男・嵩就は叔父隆重の養子となり、子孫は倉吉領主、鳥取藩家老を務めた。三男・三正は和田家を相続した。四男・久成は江戸幕府に仕え旗本となった。久成の四男は水戸藩家老である藤井徳昭。